# Manilkara bidentata
La balatá,  ácana , ausubo, massaranduba, maçaranduba o quinilla (Manilkara bidentata) es una especie botánica del género Manilkara perteneciente a las sapotáceas.

## Distribución geográfica
Es nativa de una gran área del norte de Sudamérica, América Central, Caribe. Produce látex de su savia. Su madera es conocida en la región de Guyana como corazón púrpura.

## Descripción
Es un árbol grande, que alcanza 30-45 m de altura. Las hojas son alternas, elípticas, enteras, de 1-2 dm de longitud. Las flores son blancas, y se encuentran al comenzar la estación de las lluvias. El fruto es una drupa amarilla, de 3-5 cm de diámetro, comestible; que contiene una (ocasionalmente dos) semilla(s).

### Usos
Su látex se extrae de la misma manera como se hace con la savia del Hevea brasiliensis (Willd. ex A.Juss.) Müll.Arg. "árbol de la goma". Luego se seca formando una inelástica goma. Es muy parecida a la gutapercha (producida por un árbol asiático muy emparentado, a veces llamado guta-balatá).
Se utiliza en lutería, para fabricar arcos para instrumentos musicales de cuerda frotada (violín, viola, violonchelo, contrabajo). También se destina a producir la cobertura de pelotas de golf. La madera es útil para mueblería y como material de la construcción. Es tan densa que no flota en el agua.
Su fruto, parecido al de su pariente sapodilla (Manilkara zapota), es comestible.

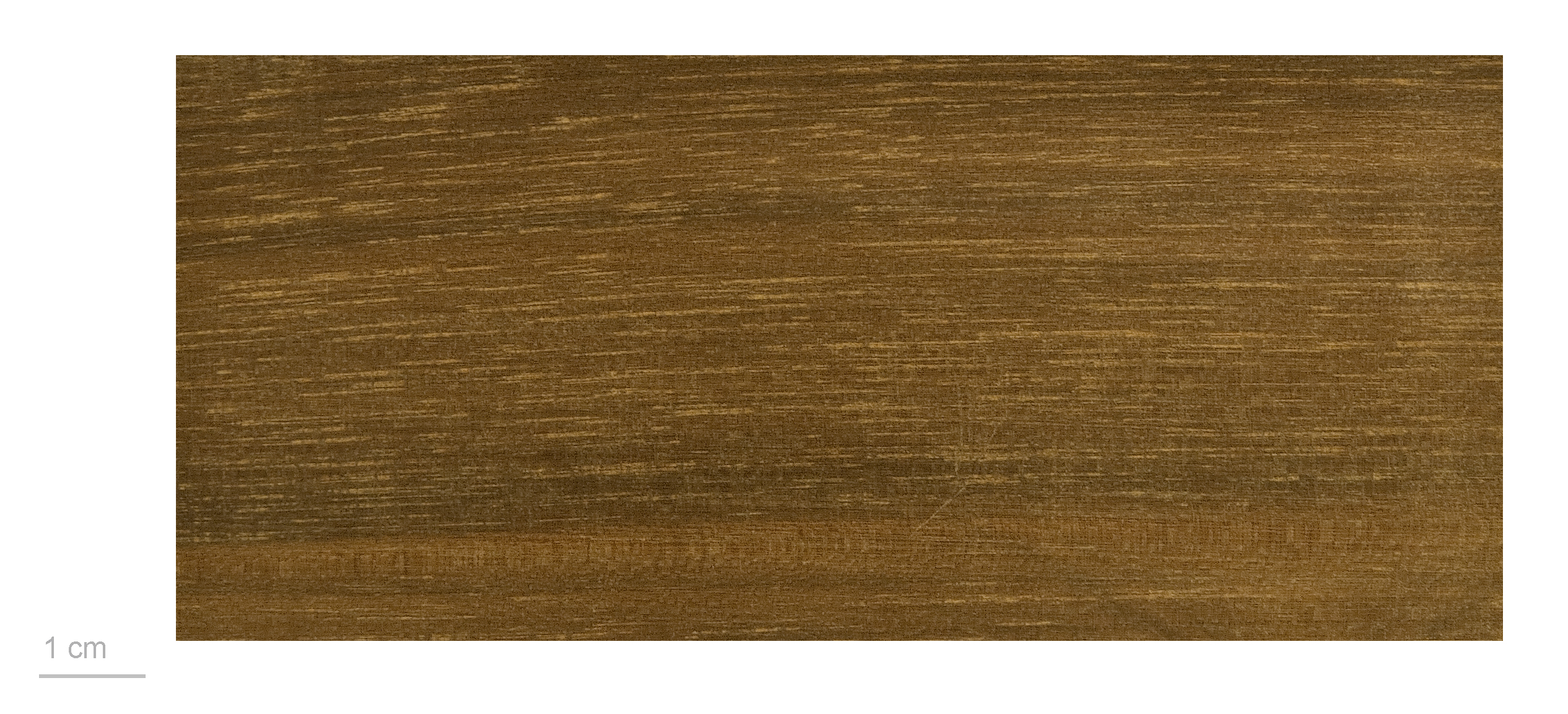
Madera de balatá
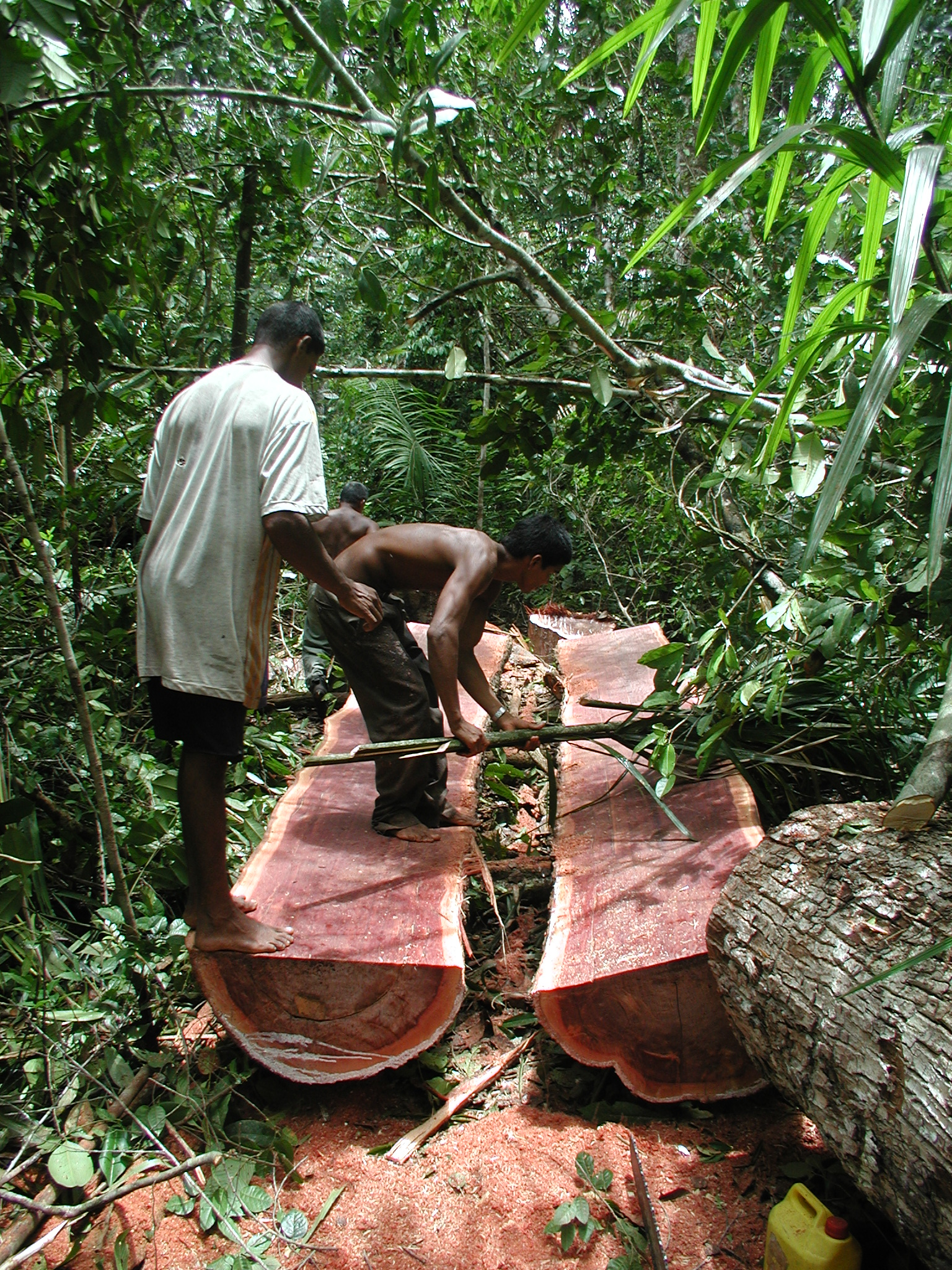
Tala de balatá en Guyana
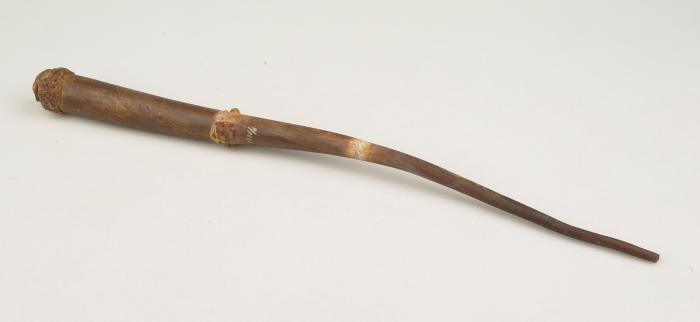
mango de un látigo balatá, hecho previo a 1939

## Taxonomía
Manilkara bidentata fue descrita por (A.DC.) A.Chev. y publicado en Revue de Botanique Appliquée et d'Agriculture Tropicale 12(128): 270, en el año 1932.
Variedades aceptadas
- Manilkara bidentata subsp. bidentata
- Manilkara bidentata subsp. surinamensis (Miq.) T.D.Penn.

Sinonimia
- Mimusops bidentata A.DC. basónimo
- Mimusops surinamensis Miq.[2][3]